# Croatia Bol Open 2017
Il Croatia Bol Open 2017 è stato un torneo di tennis giocato sulla terra rossa. È stata la 12ª edizione del torneo che fa parte della categoria WTA 125s nell'ambito del WTA Challenger Tour 2017. Si è giocato a Bol in Croazia dal 6 all'11 giugno 2017.

## Teste di serie
| Nazionalità | Giocatrice            | Ranking* | Testa di serie |
| ----------- | --------------------- | -------- | -------------- |
| Svezia      | Johanna Larsson       | 59       | 1              |
| Lussemburgo | Mandy Minella         | 70       | 2              |
| Russia      | Natalia Vikhlyantseva | 74       | 3              |
| Spagna      | Sara Sorribes Tormo   | 84       | 4              |
| Italia      | Sara Errani           | 91       | 5              |
| Ucraina     | Kateryna Bondarenko   | 92       | 6              |
| Slovacchia  | Kristína Kučová       | 95       | 7              |
| Grecia      | Maria Sakkarī         | 99       | 8              |

* Ranking al 29 maggio 2017.

## Altre partecipanti
Le seguenti giocatrici hanno ricevuto una Wild card per il tabellone principale:
- Sara Errani
- Tena Lukas
- Ajla Tomljanović
- Natalia Vikhlyantseva

Le seguenti giocatrici sono passate dalle qualificazioni:
- Ana Biškić
- Chuang Chia-jung
- Xenia Knoll
- Prarthana Thombare

## Campionesse

### Singolare
Aleksandra Krunić ha sconfitto in finale  Alexandra Cadanțu col punteggio di 6–3, 3–0 rit.

### Doppio
Chuang Chia-jung /  Renata Voráčová hanno sconfitto in finale  Lina Gjorcheska /  Aleksandrina Naydenova col punteggio di 6–4, 6–2.